# Байтасов, Газиз Абдибекович
Газиз Абдибекович Байтасов (каз. Ғазиз Әбдібекұлы Байтасов, 3 апреля 1971 года, село Будёновка, Джамбульская область, Казахская ССР — 12 ноября 2011 года, Тараз, Казахстан) — капитан полиции Республики Казахстан, командир 1-го взвода отдельного батальона дорожной полиции Департамента внутренних дел Жамбылской области. Народный Герой Казахстана (2011, посмертно), первый полицейский — обладатель этого звания.
12 ноября 2011 года Газиз Байтасов участвовал в операции в Таразе по задержанию террориста Максата Кариева, который напал на оружейный магазин, угнал автомобиль и убил нескольких сотрудников силовых структур. В ходе преследования Байтасов добрался до террориста на улице Казыбек би и повалил его на землю: спустя некоторое время Кариев подорвал себя и Байтасова гранатой. 5 декабря того же года Байтасов был посмертно удостоен звания Народного Героя Казахстана.

## Биография
Родился и вырос в селе Туйменкент. Когда он был школьником, скончался его отец Абдибек, и он рос без отца. Также у него был брат Бахытбек. В школе хорошо учился, был лидером, его выбирали старостой класса.
…в младших классах многие из нас мечтали стать космонавтами. И только Газиз — милиционером. Даже на школьные утренники он просил маму сшить костюм милиционера. Ему очень нравилась форма. По крайней мере, мы тогда так думали. Сейчас я все больше осознаю, что не только в форме было дело. А в офицерской чести.Шайзат Алипбаев, одноклассник Газиза Байтасова
Газиз Байтасов окончил школу с отличием, а затем получил высшее юридическое образование. В 1997 году он окончил Карагандинский политехнический институт, в 2002 году — Казахский национальный университет имени аль-Фараби.
Службу в органах внутренних дел начал 11 мая 1992 года с должности инспектора дорожно-патрульной службы ГАИ УВД Джезказганского облисполкома. Будучи офицером, встретил свою жену Гульжамал.
Мы прожили с Газизом 15 лет. Для меня это были самые счастливые, самые замечательные годы. Мы никогда не ругались. Да и некогда, наверное, было. Он очень много работал. Всё говорил, ради вас, дорогих моих работаю. Вот выйду на пенсию и до конца своей жизни буду вместе с вами. Каждую минуту, каждый миг…Гульжамал Тажиева, жена Газиза Байтасова
Проработав почти 20 лет в правоохранительных органах, дослужился до звания капитана, получил 25 поощрений, медали «За безупречную службу в органах внутренних дел» II и III степени, грамоты. По словам заместителя начальника УДП ДВД Жамбылской области Мамбета Исмаилова, отличался всегда принципиальностью и честностью, а также ответственно подходил к выполнению служебных обязанностей.
Он работал не просто хорошо. Он работал эффективно. Я видел и чувствовал, как он переживал за каждое дорожное происшествие, переживал как личную трагедию. Я по долгу своей службы анализирую состояние аварийности на наших дорогах, веду мониторинг. И каждое утро Газиз интересовался у меня, где и по каким причинам происходят аварии, выявлял опасные участки. И только с учетом этих обстоятельств он расставлял своих инспекторов по постам. Он был достойным командиром взвода, и я горжусь, что довелось с ним работать.Дулат Курманалиев, начальник штаба управления дорожной полиции ДВД Жамбылской области
11 ноября 2011 года Газиз собрал документы на присвоение звания майора.

## Подвиг
12 ноября 2011 года в городе Тараз прогремел теракт, который совершил 34-летний Максат Кариев — по информации генпрокуратуры Казахстана, он был приверженцем джихадизма. Террорист совершил нападение на оружейный магазин, убив охранника и посетителя, украл из магазина карабины («Сайга» и «CZ») и угнал автомобиль ВАЗ-21099. Заехав по месту своего проживания, преступник заметил и убил двух сотрудников ДКНБ по Жамбылской области, которые осуществляли за ним наружное наблюдение. В ходе преследования преступник расстрелял сотрудников специализированного отдела охраны Группы быстрого реагирования полицейский экипаж «Беркут-3» сержантов полиции Полата Аянкулова и Жаксыбека Байсеитова, которые от полученных ранений скончались на месте. Также он обстрелял из гранатомёта РПГ-26 и из автомата АКС-74У здание областного департамента КНБ и, скрываясь с места преступления, ранил двух конных полицейских.
Командир 1-го взвода отдельного батальона дорожной полиции Департамента внутренних дел Жамбылской области, капитан полиции Газиз Байтасов попытался задержать преступника. Он управлял спецавтомобилем дорожной полиции, преследовавшей убегавшего Кариева. На одной из центральных улиц Кариев остановился и стал вести беспорядочный огонь по всему, что его окружало. Байтасов остановил машину, выбежал и открыл ответный огонь. Осознавая, что у преступника при себе была ручная граната, Байтасов бросился на террориста, повалив его на землю, и обхватил преступника руками. Прогремел взрыв, но Байтасов в момент самоподрыва Кариева накрыл гранату своим телом. Всего в ходе операции по обезвреживанию преступника погибли 7 человек, в том числе трое полицейских и два сотрудника КНБ Республики Казахстан.
У Газиза осталась супруга Гульжамал и двое сыновей: старшему Арманжану было 11 лет на момент гибели отца, а младшему Адильжану — три года. Прощание с погибшим прошло 14 ноября в городском спортивном комплексе «Динамо», расположенном неподалёку от улицы Казыбек би, где погиб Газиз Байтасов, на него пришли тысячи человек. Похоронен в Таразе на кладбище Тектурмас.

## Увековечивание памяти
14 декабря 2011 года президент Казахстана Нурсултан Назарбаев вручил вдове дорожного полицейского Гульжамал Тажиевой знак «Алтын жулдыз» (Золотая звезда) к званию «Халық Қаһарманы» (Народный Герой) и орден «Отан». Звание Народного героя Казахстана было присвоено Газизу Абдибековичу Байтасову с формулировкой «за выдающиеся заслуги перед Отечеством, отвагу и самоотверженность, проявленные при исполнении служебного долга». Байтасов также стал первым полицейским, удостоенным этого звания.
В апреле 2012 года на месте захоронения был воздвигнут 5-метровый монумент с высеченным портретом и стихами, посвященными герою, а также знаком высшей государственной награды Народного героя. 30 октября 2012 года в селе Сарыкемер Байзакского района на аллее героев добавили имя Газиза Байтасова.
Имя полицейского носит турнир по волейболу, который проводится в Таразе, и школа в селе Туймекент Байзакского района, в которой учился Газиз Байтасов.
К месту гибели Байтасова ежегодно возлагаются цветы.
3 апреля 2021 года, в день 50-летия со дня рождения Газиза Байтасова в Таразе в парке «Женис» был открыт памятник полицейскому.
Памятные мероприятия состоялись 12 ноября 2021 года во всех воинских частях Национальной гвардии совместно с Департаментами полиции. В частности, в Костанайском районе был проведён турнир по мини-футболу с участием 8 команд казахской полиции.
11 ноября 2022 года на здании городского управления полиции Петропавловска открыли мемориальную доску с именем Газиза Байтасова. На открытии присутствовали действовавшие сотрудники полиции, ветераны силовых структур, представители общественности и аким Руслан Анбаев.
Весной 2024 года в Алма-Ате проходили съёмки художественного фильма «Капитан Байтасов» о подвиге героя.